# Energie-Fakten
Energie-Fakten war der Name einer deutschsprachigen Website mit Informationen zu Energie und Umwelt. Sie wurde als Lobbyorgan für die Nuklearindustrie eingestuft.

## Entwicklung und beteiligte Personen
Die Website wurde 2001 im Auftrag „verschiedener Unterstützer aus der Energiewirtschaft“ vom Transfer- und Gründerzentrum Energiesystem- und Umweltanalysen (TGZ EUsys) in der Technologie-Transfer-Initiative GmbH (TTI) entwickelt, die mit der Universität Stuttgart durch ein Kooperationsabkommen verbunden ist.
Herausgeber war bis 2008 Joachim Grawe. Er baute mit rund einem Dutzend Wissenschaftlern die Seite auf. Später war der Kernphysiker Manfred Popp Herausgeber und der 2009 gegründete Verein Energie-Fakten e.V. mit Sitz in Stuttgart wurde zum Träger.

## Rezeption
Die Website wurde von der Wochenzeitschrift Die Zeit in einem Artikel zur politischen Einflussnahme der deutschen Nuklearindustrie als Teil einer Strategie des Astroturfings charakterisiert.
Die Internationale Atomenergie-Organisation beschreibt die Urheber der Internetplattform als Lobbyorganisation bzw. „pressure group“ und stuft die Website als „pro nuclear site“ ein.
Publikationen auf der Website zu Themen wie dem Vergleich des Wirkungsgrades zwischen Kohlekraftwerken und Kernkraftwerken, zum Erntefaktor bei Photovoltaikanlagen, zum Wirkungsgrad von Kraftwerken allgemein, zur Bedeutung von Kernkraftwerken, zur Gewinnung von Energie aus dem Meer (Wellen- und Gezeitenkraftwerke), zum Potential von Windenergie, und zu den externen Kosten der Energieerzeugung wurden u. a. in wissenschaftlichen Publikationen aus den Verlagen Amsterdam University Press, Gabler, Oldenbourg, Peter Lang, Springer Science und Wiley-VCH zitiert.
Als allgemeine Ressource zum Thema Energie bzw. Kernenergie wurde die Website u. a. in Publikationen aus den Verlagen Beuth, Gabler und Springer Science genannt.